# Hannes Auer

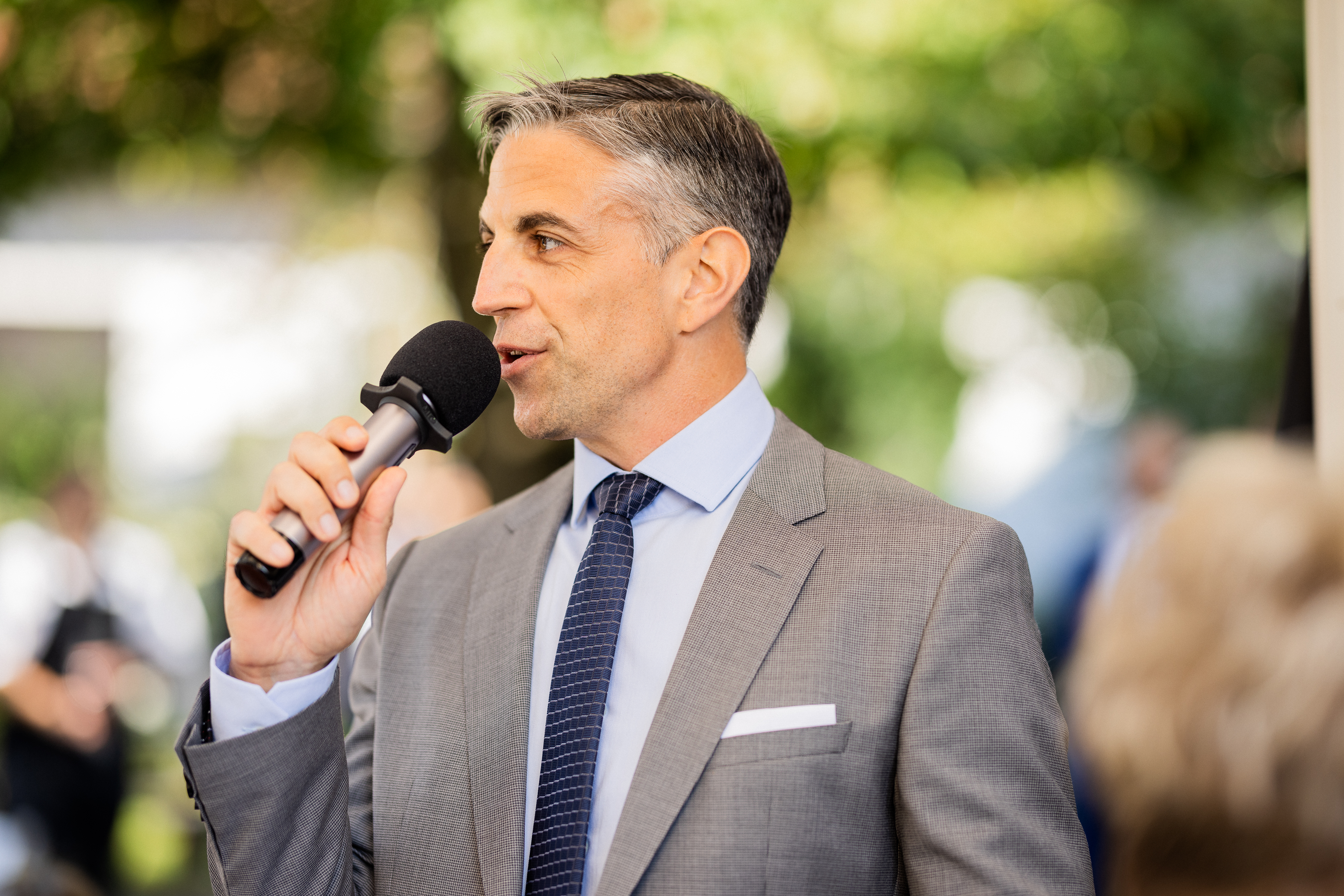
Hannes Auer, 2023

Hannes Auer (* 21. März 1982 in Leoben, Steiermark) ist ein österreichischer Hörfunk- und Fernsehjournalist beim ORF. Er war von 2017 bis August 2025 Moderator von Burgenland heute.

## Leben und Karriere
Hannes Auer hat Politikwissenschaft und Volkswirtschaftslehre an der Universität Wien, der WU Wien, der Universität Mailand-Bicocca und der University of Illinois at Urbana-Champaign studiert. Hannes Auer ist promovierter Politikwissenschaftler mit dem Forschungsschwerpunkt Neoliberalismus. Sein Doktorvater ist Gerhard Steger. An der University of Illinois at Urbana-Champaign war Hannes Auer auf Einladung von Werner Baer Gastforscher am Department of Economics.
Hannes Auer ist seit 2013 Mitarbeiter des ORF und war für die Journale in der Ö1-Innenpolitik-Nachrichtenredaktion tätig. 2014 wechselte er ins ORF-Landesstudio Burgenland. Zwischenzeitlich war er Mitglied der Redaktion von Am Schauplatz Gericht und Bürgeranwalt unter Leitung von Peter Resetarits, sowie der Wirtschaftsredaktion der Zeit im Bild.
Davor war Hannes Auer Mitarbeiter der Budgetsektion im Bundesministerium für Finanzen und Chefredakteur eines steirischen Monatsmagazins. Als Print-Journalist hat er darüber hinaus Beiträge in Der Standard, Kurier, profil, Kleine Zeitung sowie Die Zeit veröffentlicht.
Im August 2025 moderierte er seine letzte Burgenland heute-Sendung.